# Нек буде што буде
„Нек буде што буде” је српски ТВ филм из 1999. године. Режирао га је Слободан Шуљагић а сценарио је написао Стеван Копривица.

## Улоге
| Глумац                 | Улога |
| ---------------------- | ----- |
| Марко Николић          |       |
| Неда Арнерић           |       |
| Добрица Агатановић     |       |
| Јасна Ђуричић          |       |
| Бранислав Цига Јеринић |       |
| Александра Пор         |       |
| Александар Сибиновић   |       |
| Жељко Стјепановић      |       |
| Дарко Томовић          |       |
| Лидија Вукићевић       |       |